# 蒙德鲁措·科尔内利
穆恩德秋·柯諾（匈牙利語：Mundruczó Kornél，1975年4月3日—），匈牙利電影導演、編劇與演員。

## 生平
穆恩德秋·柯諾最早於布達佩斯戲劇與電影學院主修演員，1998年畢業後又於2003年再度取得電影與電視導演學位，隨後創立「質子電影公司」（Proton Cinema Ltd）。
2005年，他以《凡塵聖女》獲選入第58屆坎城影展一種注目单元。2008年，他以《三角洲》首度進入第61屆坎城影展正式競賽單元，並獲得費比西影評人獎；2010年，他再度以《溫柔怪人》獲選為第63屆坎城影展正式競賽片。
2014年，他以《忠犬追殺令》於第67屆坎城影展一種注目單元獲得最佳影片。2017年，他執導的《天使追殺令》第三度獲選為第70屆坎城影展正式競賽片。

## 电影作品
- 2002年：《我那美好殘酷的青春》
- 2005年：《凡塵聖女（英语：Johanna (film)）》
- 2008年：《三角洲（英语：Delta (2008 film)）》
- 2010年：《溫柔怪人（英语：Tender Son: The Frankenstein Project）》
- 2014年：《忠犬追殺令》
- 2017年：《天使追殺令（英语：Jupiter's Moon）》
- 2020年：《女人的碎片》
- 2021年：《过去将来时（英语：Evolution (2021 film)）》